# Aletris stenoloba
Aletris stenoloba là một loài thực vật có hoa trong họ Nartheciaceae. Loài này được Franch. mô tả khoa học đầu tiên năm 1896.